# A magyar irodalom története (Beöthy–Badics)
A Beöthy Zsolt és Badics Ferenc szerkesztésében 1896-ban megjelent A magyar irodalom története, alcímével Képes magyar irodalomtörténet című mű egy kétkötetes, nagy monarchiabeli magyar irodalomtörténeti munka, egyike az Osztrák–Magyar Monarchia alatt megjelent nagy terjedelmű, összefoglaló tudományos–ismeretterjesztő alkotásoknak.  (Egy időben „Nagy-Beöthy” megjelöléssel is számontartották.)
A kora szinte összes irodalomtörténészét, illetve több nyelvészét, történészét foglalkoztató vállalkozás végeredményeként két igen vastag kötet született, amely időrendi sorrendben mutatja be a magyar irodalom fejlődését a kezdeti időktől az osztrák-magyar kiegyezés (1867) koráig. Az összességében mintegy 1.600 oldal terjedelmű alkotás mindmáig egyike a legnagyobb magyar irodalomtörténeti műveknek, csak Bodnár Zsigmond, Horváth Cirill József, Pintér Jenő művei, továbbá a Sőtér István szerkesztésében megjelent irodalomtörténet közelíti meg, illetve múlja felül terjedelmében, részletességében. Szemléletét a nemzeti hagyományokra való erős hangsúlyfektetés jellemzi.

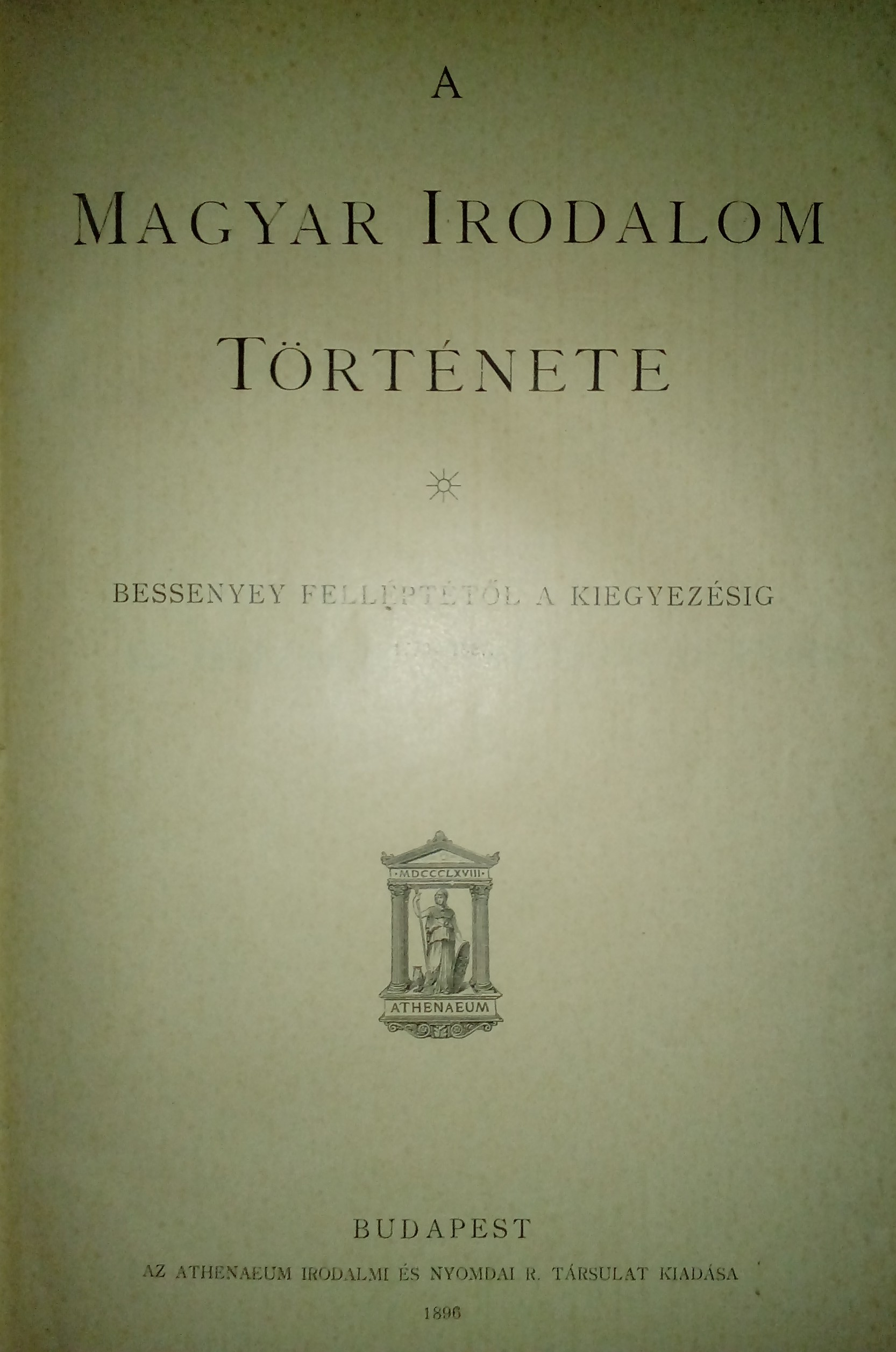
A II. kötet címlapja

## Leírás

### Kiadásának története
A 19. század utolsó harmadában született meg az igény egy nagy terjedelmű magyar irodalomtörténeti összefoglaló műre. Az Athenaeum Irodalmi és Nyomdai Rt. 1892 tavaszán kötött szerződést Beöthy  Zsolttal, hogy egy nagyobb tudós csoport vezetésével megoldja a feladatot, és a König-féle Deutsche  Litteraturgeschichte mintájára népszerű füzetes vállalkozással lép a nagyközönség  elé. Így született a közbeszédben Képes magyar irodalomtörténet néven elhíresült mű. Egyéb kiadványokkal együtt a két kötet kiadása a millenniumi évek jelentős eseménye volt. A kötetek munkatársai között az akkori irodalomtudomány sok neves művelője (Magyar Tudományos Akadémia, Kisfaludy Társaság tagjai) kapott helyet – bár Beöthynek nem sikerült mindenkit (összeférhetetlen természete, illetve fiatal kora miatt) megnyernie a vállalkozás számára. A szerkesztőn és Badics Ferenc segédszerkesztőn kívül Alexander Bernát, Baráth Ferenc, Bayer József, Bánóczi József, Erdélyi Pál, Gyulai Pál, Haraszti Gyula, Hegedűs István, Horváth Cyrill, Imre Sándor, Kardos Albert, Kelemen Béla, Négyesy László, Rákosi Jenő, Riedl Frigyes, Sebestyén Gyula, Szász Károly, Széchy Károly, Szilády Áron, Váczy János írták a két kötet cikkeit; a történetírók és nyelvészek közül Angyal Dávid, Fraknói Vilmos, Marczali Henrik, Simonyi Zsigmond, Szilágyi Sándor, ifj. Szinnyei József, és Takáts Sándor voltak az ismertebb nevek.
Az igen díszesen illusztrált mű nemzeti szellemiségével és külső csillogásával elnyerte a nagyközönség tetszését. Alapjául tulajdonképpen Beöthy Zsolt korábbi középiskolai magyar irodalomtörténete szolgált, szerzője általános értékítéleteit ezzel az alkotással terjesztette el szélesebb közönség előtt.

### Kritikák
Az alkotással kapcsolatban ugyanakkor bizonyos kritika is megfogalmazódott, elsősorban azt helytelenítve, hogy a munkatársak nagy száma, különböző világnézete, tudományos felkészültsége és értekező stílusa  áthághatatlan gátat vetett az egyöntetűség, arányosság, és ítéletegység követelményeivel szemben. Azaz míg az egyik szerző bőbeszédűen írt harmadrangú témájáról – a másik szűkszavúan emlékezett meg az előbbinél sokkal fontosabb irodalmi eseményekről; míg egyesek magasztalták kevésbé jelentős íróikat – mások szigorúan ítélkeztek általában kiválónak tartott egyéniségekről; míg az esszéírók az esztétikai méltatásra helyezték a hangsúlyt – az értekezők a történeti anyagot tartott lényegesnek, és a szépírói hangulatkeltés nemegyszer összeütközött a száraz tudományos próza stílusával. A fejezetek között a kritika szerint a leggondosabb szerkesztői munkával sem sikerült megteremteni a belső kapcsolatot, az irodalmi fejlődés menetébe idegen elemeket ékeltek egyes szerzők, a kihagyások és megfeledkezések hiányossá és szakadozottá tették olykor az egyes fejezetek menetét.

### Elterjedettsége
Az elmarasztalások ennek ellenére a Képes irodalomtörténet tátongó hézagot töltött be a magyar művelődésben, az iskolák szűkebb körére szorított szaktudományt az egész művelt közönség körében  népszerűvé tette, a magyar szellemi élet ezeréves fejlődését tetszetős formában mutatta be. Az egyetemek filozófus-ifjúsága ebből a két kötetből tanult mintegy negyed évszázadon keresztül, a középiskolák tanárai ezt a művet használták előadásaikhoz, az irodalom múltja iránt érdeklődő írók innen tájékozódtak elődeik  munkásságáról, és maguk a szaktudósok is tanulsággal forgatták a „Nagy-Beöthy”-t. A kiegyezés koráig  terjedő magyar nemzeti élet irodalmi eredményeiről ez a díszes tanulmánysorozat számolt be először részletező feldolgozásban a 20. század elején élő magyarságnak.
Hasonló részletességű, képes magyar irodalomtörténet végül Pintér Jenő tollából született a két világháború között (Pintér Jenő magyar irodalomtörténete – képes kiadás. I–II. kötet. Budapest, 1928).
A két kötet rendelkezik reprint kiadással (Babits Kiadó, 2006), illetve a Magyar Elektronikus Könyvtár jóvoltából elektronikus elérhetőséggel is.

## Tartalomjegyzék
| Kötetszám | Kötetcím                                      | Kiadási év | Oldalszám | Elektronikus elérés |
| --------- | --------------------------------------------- | ---------- | --------- | ------------------- |
| I. kötet  | A legrégibb időktől Bessenyei fellépteig      | 1896       | 516 o.    |                     |
| II. kötet | Bessenyey felléptétől a kiegyezésig 1772–1867 | 1896       | 840 o.    |                     |